# Hélène Jourdan-Morhange

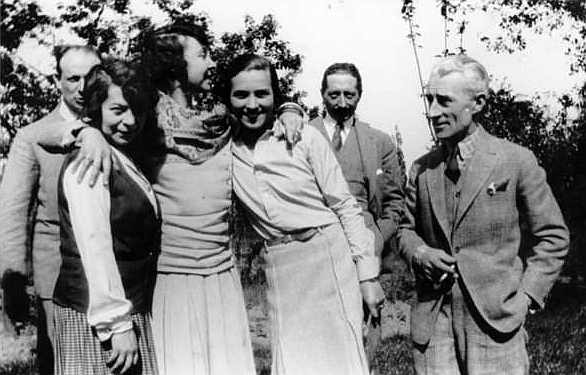
Maurice Ravel, Hélène Jourdan-Morhange, Madeleine Grey

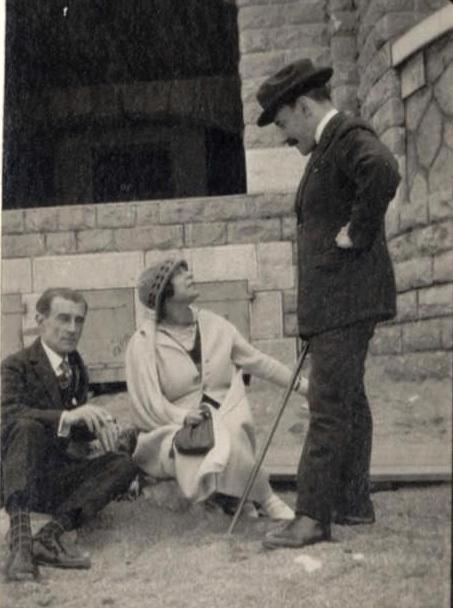
Ricardo Viñes, Maurice Ravel e Hélène Jourdan-Morhange (1923)

Hélène Jourdan-Morhange (Parigi, 30 gennaio 1888 – Parigi, 15 maggio 1961) è stata una violinista, scrittrice e critica musicale francese.

## Biografia
Hélène Jourdan-Morhange studiò al Conservatorio di Parigi con Édouard Nadaud, ottenendo il Premier Prix nel 1906. Nata Hélène Morhange, sposò il pittore francese Jacques-Jean-Raoul Jourdan e da lui prese il secondo cognome. Fu un'autorevole interprete delle opere dei contemporanei francesi tra i quali Arthur Honegger, Gabriel Fauré, Florent Schmitt e Paul Paray. 
Nel 1917 Jourdan-Morhange conobbe Ravel dopo un’esecuzione del suo Trio; diventarono amici e da allora la Jourdan-Morhange fu una delle sue interpreti predilette. Ravel le affidò la prima esecuzione della Sonata per violino e violoncello (1922, con Maurice Maréchal al violoncello), e della Berceuse sur le nom de Gabriel Fauré. La genesi di Tzigane di Ravel coinvolse due violiniste; anche se dedicata e pensata per Jelly d'Arányi, i consigli di Hélène Jourdan-Morhange furono determinanti nella redazione della parte del violino.
A metà degli anni Venti iniziarono i primi sintomi di un'artrite alle mani, e Jourdan-Morhange dovette rinunciare ad esibirsi in pubblico. Nel 1927, Ravel le dedicò la sua seconda Sonata per violino e pianoforte.   
Jourdan-Morhange fu la compagna e poi la sposa del pittore e incisore Luc-Albert Moreau (1882-1948).
Dopo il 1940, lavorò come critico musicale per diversi periodici francesi, e dopo la Liberazione, produsse trasmissioni musicali per la radio francese (RDF). Lasciò diversi scritti in ambito musicale dedicati a Ravel e alla musica francese. Curò le note di molte registrazioni pubblicate da etichette discografiche francesi su 78 giri e poi su long playing. Fece parte della giuria di concorsi internazionali a Varsavia, Mosca e Parigi.

## Opere dedicate
- Paul Paray, Sonate en ut mineur (violino e pianoforte) (1908)  “À Mademoiselle Hélène Morhange”
- Francis Poulenc,  Sonate (violino e pianoforte) (1918) (perduta)[8]
- Florent Schmitt, Sonate libre en deux parties enchaînées (ad modum clementis aquæ), Op.68 (violino e pianoforte) (1920) “À Madame Hélène Jourdan-Morhange”
- Maurice Ravel, Sonate (violino e pianoforte) (1927) “À Hélène Jourdan-Morhange”

## Scritti e interviste
- Ravel et nous: l'homme, l'ami, le musicien, prefazione di Colette, Ginevra, Éditions du Milieu du Monde, 1945; tr. it., Ravel, Milano, Nuova Accademia, 1960
- Ravel d'après Ravel (in collaborazione con Vlado Perlemuter), Losanna, Éditions du Cervin, 1953
- Mes amis musiciens (Lettera-prefazione di Jean Cocteau), Parigi, Éditeurs Français Réunis, 1955